# P. C. Thulasi
P. C. Thulasi (Puthenpurayil Chandrika Thulasi; * 31. August 1991 in Palakkad, Kerala) ist eine indische Badmintonspielerin.

## Karriere
P. C. Thulasi gewann 2010 Bronze bei den Südasienspielen im Damendoppel mit Ashwini Ponnappa. Mit dem indischen Team gewannen sie gemeinsam bei derselben Veranstaltung Gold.
Im Juni 2013 qualifizierte sie sich für das Hauptfeld der Singapur Super Series 2013, unterlag dort jedoch in der ersten Runde gegen Lindaweni Fanetri.

## Sportliche Erfolge
| Saison | Veranstaltung                   | Disziplin   | Platz | Name                             |
| ------ | ------------------------------- | ----------- | ----- | -------------------------------- |
| 2010   | Südasienspiele                  | Damendoppel | 2     | P. C. Thulasi / Ashwini Ponnappa |
| 2010   | Südasienspiele                  | Damenteam   | 1     | Indien                           |
| 2012   | India International             | Dameneinzel | 1     | P. C. Thulasi                    |
| 2014   | Sri Lanka International         | Dameneinzel | 1     | P. C. Thulasi                    |
| 2014   | Bahrain International Challenge | Dameneinzel | 1     | P. C. Thulasi                    |